# Ti Boug
Ti Boug es una localidad de Santa Lucía que forma parte del distrito de Soufrière.